# Direitos LGBT no Camboja
Direitos LGBT no Camboja são legais quando se tratam de atividades privadas, sem fins comerciais e atos consentidos entre adultos em particular. Enquanto costumes culturais tradicionais tendem a ser tolerantes nesta questão, a legislação de direitos LGBT ainda não foi promulgada pela legislação do país.
A idade legal de consentimento para os direitos sexuais no país estabelece uma idade universal de quinze anos.

## Costumes e cultura tradicionais
A língua khmer identifica o homem ("bros") e mulher ("srey") como os gêneros dominantes, mas também inclui o termo "kteuy" (equivalente ao termo tailandês "kathoey") para um terceiro gênero intermediário entre os outros dois, descrevendo uma pessoa que tem as características físicas externas de um determinado sexo, mas comporta-se de uma forma apropriada do outro sexo. O termo kteuy refere-se quase exclusivamente aos homossexuais masculinos, que têm uma identidade e comportamento feminino.
A tolerância cultural para com pessoas LGBT ainda tem de avançar enquanto na legislação dos direitos LGBT. Enquanto os costumes culturais, influenciados pelo Budismo, tendem a possuir um grau de tolerância para com as pessoas LGBT, o assédio e a discriminação ainda ocorrem e também há pressão social intensa para que os cidadãos LGBT se casem e constituam famílias.

## Legislação
Discriminações com base na orientação sexual ou identidade de gênero em áreas como emprego, educação, habitação, saúde e instituições públicas não é expressamente ilegal. Da mesma forma, não há nenhuma lei que trata expressamente sobre o assédio ou violência contra pessoas LGBT. Nenhum político ou partido político organizado tem apoiado publicamente a legislação para combater a discriminação e assédio contra as pessoas LGBT.
Em 2007, durante um discurso em uma formatura, o primeiro-ministro do Camboja, Hun Sen, declarou publicamente que ele estava renegando e deserdando sua filha adotiva, por ela ser lésbica e haver se casado com outra mulher. No entanto, no mesmo discurso, Hun Sen afirmou que ele não recomendava aos outros cidadãos do Camboja que tivessem atitudes hostis para com pessoas LGBT, as quais ele classificou como "boas pessoas".
O governo do país geralmente permite que estabelecimentos comerciais voltados aos cidadãos LGBT sejam efetivados no país, tais como bares, boates e spas, além de um certo grau de ativismo político voltado à causa dos direitos LGBT no país. Na capital, Phnom Penh, realiza-se todos os anos a Parada do Orgulho LGBT do Camboja.
Várias organizações têm surgido para patrocinar atividades sociais das pessoas LGBT, bem como de campanhas pelos direitos humanos e pela dignidade. Embora não seja oficialmente patrocinado pelo governo, há também atividades turísticas voltadas para turistas LGBT que visitam o Camboja. Em 2010, o Cambodia Centre Human Rights (Centro Cambojano de Direitos Humanos) (CCHR) criou o Projeto de Orientação Sexual e Identidade de Gênero para capacitar as pessoas LGBT em todo o Camboja a defender os seus direitos e melhorar o respeito para com as pessoas LGBT em todo o Camboja. Em dezembro de 2010, o mesmo Cambodia Centre Human Rights (CCHR) publicou um relatório inovador sobre a situação das pessoas LGBT no Camboja.
Em fevereiro de 2011, algumas empresas de turismo do Camboja criaram uma campanha mundial chamada Adore Cambodia!. A campanha tinha como objetivo orientar que os turistas LGBT são bem-vindos ao país, recebendo o apoio do Ministério do Turismo.
| “ | Nós não temos nenhuma política de discriminação em razão do sexo, motivos nacionais e religiosos. Ele têm o nosso apoio e respeito. | ” |

## Reconhecimento de uniões homossexuais
Em fevereiro de 2004, a questão dos direitos dos homossexuais no Camboja foi discutida pelo então rei Norodom Sihanouk. O Rei Sihanouk escreveu em seu site que ficou impressionado com o casamento de parceiros do mesmo sexo em San Francisco, nos Estados Unidos, e que, se o povo concordasse com a legalização do casamento gay no Camboja, ele iria fazê-lo. Rei Sihanouk também afirmou que ele acreditava que Deus vê os homossexuais, assim como travestis, como iguais.